# JSDoc
JSDoc — мова розмітки та інструмент для документування JavaScript коду.
За твердженням ідеолога програмування Дональда Кнута, програмний код і документація до нього повинні складати одне ціле. Ця парадигма документування та написання програмного коду деякою мірою реалізована в JSDoc.

## Походження
JSDoc походить від дуже успішного інструменту Javadoc, (по суті JSDoc є його адаптацією для JavaScript)

## Синтаксис
Частини, що належать до JSDoc документації, зазвичай розміщуються в контейнері, який починається з символів /** та закінчується */.

## Теги
| Тег          | Опис                                            |
| ------------ | ----------------------------------------------- |
| @author      | Ім'я розробника.                                |
| @constructor | Позначає функцію як конструктор.                |
| @param       | Документування параметра.                       |
| @return      | Документування результату, що повертає функція. |
| @see         | Документування асоціації з іншим об'єктом.      |
| @version     | Вказує номер версії бібліотеки.                 |

## Приклад використання
```
 
/**

  * Create an instance of Circle.

  * 

  * @constructor

  * @param {number} r The desired radius of the circle.

  */

  
function
 
Circle
(
r
)
 
{

  
}

```